# World of Warcraft: Legion
World of Warcraft: Legion (с англ. — «Мир военного ремесла: Легион») — шестое дополнение к компьютерной игре World of Warcraft, анонсированное 15 августа 2015 года на Gamescom и вышедшее 30 августа 2016 года.
Дополнение установило новый максимальный уровень для персонажей — 110, добавило артефактное оружие для каждой классовой специализации и новую зону Азерота — Расколотые острова, а также ввело новый героический класс — охотник на демонов. Помимо этого в игру добавлено 13 подземелий и 5 рейдов.

## Сюжет
Гул’дан был изгнан из Дренора Архимондом и отправлен на Расколотые острова, чтобы начать вторжение Пылающего Легиона в Азерот. Там он нашёл и освободил Иллидана Ярость Бури, которого Майев Песнь Теней заковала в кристалл в Казематах Стражей после битвы в Чёрном Храме. Верховный маг Кадгар, узнав об этом, отправляется в Штормград, к королю Вариану Ринну, дабы предупредить его об угрозе.

### Место действия
События игры разворачиваются на Расколотых островах после сюжетной линии Warlords of Draenor. Расколотые острова располагаются рядом с Водоворотом посреди Великого моря. Изначально, будучи частью суперконтинента Калимдора, острова отделились и оказались в южной части Великого моря. Магна Эгвин, Хранитель Тирисфаля, использовала острова для заточения аватара Тёмного титана Саргераса. Во время событий Warcraft II: Tides of Darkness вождь орков Гул’дан поднял острова с морского дна в поисках его гробницы; позже Иллидан исследовал гробницу в Warcraft III: The Frozen Throne. 
На Расколотых островах имеется шесть зон: Азсуна, Валь’шара, Крутогорье, Расколотый берег, Сурамар, Штормхейм. Город Даларан, служивший нейтральной столицей Нордскола во время событий Wrath of the Lich King, ныне перемещен в южную часть региона дабы стать оплотом для сил Альянса и Орды в борьбе со вторжением демонов.
Позже основные действия перенеслись на планету эредаров — Аргус, где и был уничтожен Пылающий Легион.

## Нововведения
- Максимальный уровень персонажа увеличен до 110-го.
- Добавлен новый героический класс — охотник на демонов, доступный только эльфам крови (Орда) и ночным эльфам (Альянс). Может носить тканевые и кожаные доспехи, а также новый вид оружия, доступный только этому классу, — парные клинки.
- Добавилось новое сочетание раса-класс: для гномов стал доступен класс охотник. Изначальный питомец — механический.
- Новая PvP система, которая включает в себя системы PvP талантов и рангов.
- Артефакты — прокачиваемое оружие, получаемое в начале дополнения, и уникальное для каждой специализации. Улучшается при помощи добычи с боссов и при выполнении некоторых локальных заданий.
- Оплоты классов — уникальные для каждого класса локации.
- Новые континенты — Расколотые острова, состоящие из Азсуны, Валь’шары, Крутогорья, Штормхейма, Сурамара, Ока Азшары и Расколотого берега, а также Аргус, состоящий из Крокууна, Эредат и Пустошей Анторуса.
- Новые подземелья: Казематы Стражей, Катакомбы Сурамара, Квартал Звёзд, Крепость Чёрной Ладьи, Логово Нелтариона, Око Азшары, Утроба душ, Чаща Тёмного Сердца, Чертоги Доблести, Штурм Аметистовой крепости, Возвращение в Каражан, Собор Вечной Ночи, Престол Триумвирата.
- Новые рейды: Изумрудный Кошмар; Цитадель Ночи; Испытание доблести; Гробница Саргераса; Анторус, Пылающий Трон.
- Улучшенная система трансмогрификации, некоторые изменения в интерфейсе.

## Игровой процесс
Дополнение увеличивает максимальный уровень персонажа до 110-го, вместо прежнего лимита в 100 уровней из предшествующего дополнения Warlords of Draenor.
Команда разработчиков внесла множество изменений в систему PvP.

### Артефактное оружие
Артефактное оружие — это легендарные и могущественные предметы из вселенной Warcraft, которые стали основным оружием, доступным игрокам в дополнении Legion. Имеется 36 уникальных видов оружия, специфичного для каждой комбинации класса и специализации, среди которых: Испепелитель (меч, носимый Тирионом Фордрингом) для паладинов со специализацией «Воздаяние»; Молот Рока (молот, носимый Траллом) для шаманов со специализацией «Совершенствование»; Вестник Холода и Морозный Жнец (парные клинки, выкованные из осколков Ледяной скорби — меча, носимого Королём-личём) для рыцарей смерти со специализацией «Лёд», а также множество другого знаменитого оружия из мира Warcraft. Для получения подобного оружия игроку предстоит выполнять задания, само же оружие будет иметь систему уровней наравне с самим игроком, которые повышаются по мере прохождения заданий и подземелий на Расколотых островах и Аргусе и убийств рейдовых боссов. Игрок сможет изменять внешний вид оружия по своему желанию.

### Изменения уже имеющихся классов
Некоторые имеющиеся классы подверглись существенным изменениям. Например у охотников, до этого полагавшихся преимущественно на дальнобойные атаки и помощь питомцев, изменилась специализация: «Выживание» позволит им обращаться с оружием ближнего боя, также пользуясь помощью питомцев. Специализация чернокнижников «Демонология», ранее позволяющая принимать облик демонов (похожая способность дана охотникам на демонов), будет пересмотрена в сторону большего упора на призываемых прислужников. Специализация разбойников «Бой» заменена на новую специализацию «Головорез», больше полагающуюся не на скрытость, а на открытый бой с использованием клинков и пистолей.
Каждый класс также получил свой «оплот», подобно тому, каким является Акерус для рыцарей смерти, где смогут собираться все представители класса. В оплотах игроки могут улучшать способности и внешний вид своего артефактного оружия. В числе оплотов будут следующие локации: святилище под Часовней Последней Надежды у паладинов; пещера с видом на Водоворот у шаманов и анклав в мире Пылающего Легиона у чернокнижников. В оплотах нет аукционных домов или банков.

### Охотники на демонов
Охотники на демонов — новый героический класс — стал вторым подобным классом наряду с рыцарями смерти, введёнными в игру в дополнении Wrath of the Lich King. И подобно рыцарям смерти, начинавших на службе у Короля-лича, охотники на демонов начинают свой путь в рядах Иллидари — элитной гвардии Иллидана Ярости Бури во время его правления в Запределье при событиях The Burning Crusade. Охотники на демонов действуют по принципу «клин клином», используя наряду с атаками ближнего боя демоническую магию, приспосабливая способности убиваемых ими демонов для борьбы с Пылающим легионом. Поступая подобным образом они сами принимают облик демонов, включающий рога, крылья и копыта. Охотники на демонов ритуально ослепляют себя ради обретения «призрачного зрения», позволяющего им лучше обнаруживать свои цели, включая скрытых противников.
Будучи героическим классом, охотники на демонов начинают игру сразу с 98-го уровня (с обновления Shadowlands — с восьмого уровня). Для игры за этот класс будет необходим один персонаж выше 70-го уровня. При начале игры их, как в своё время и рыцарей смерти, ожидает уникальное приключение, включающее пробуждение ото сна в Казематах Стражей во время начала вторжения демонов Пылающего Легиона и выполнение поручений Иллидана ещё до событий Legion.

### Трансмогрификация 2.0
Система трансмогрификации, позволяющая игрокам изменять внешний вид предметов экипировки с сохранением их показателей, была расширена. Все имеющиеся в инвентаре или в банке у игрока персональные предметы добавлены в новый интерфейс гардероба. Через гардероб можно сохранять комплекты экипировки в специальный список и назначать автоматическую смену комплекта при переключении специализации. После добавления предметов в гардероб игроку не обязательно хранить их в банке или инвентаре для получения доступа к ним через гардероб.
Помимо существующей опции скрывать отображение головного убора и плаща персонажа, появится опция скрывать наплечники, пояс и гербовую накидку.

### Изменения в интерфейсе
В игре произошли некоторые изменения в интерфейсе: уменьшенный размер иконок здоровья существ, находящихся поблизости; тестовые изменения карты мира и полётов. Также добавлена полоска силы артефакта, находившаяся над полоской опыта и окрашенная в жёлтый цвет, а после достижения персонажем 110-го уровня она заменяла полоску опыта.

## Разработка
Альфа-тестирование Legion началось в ноябре 2015. Дата выхода дополнения была назначена на 30 августа 2016 года.
Игроки, сделавшие предзаказ игры, получили опцию мгновенного повышения уровня одного из персонажей до 100-го, а также ранний доступ к классу охотников на демонов.
В октябре 2021 года название одной из зон в мире Аргус было изменено с «Мак’Ари» (англ. Mac’Aree) на «Эредат» (англ. Eredath). Эта локация была названа в честь геймдизайнера Джесси Маккри, но из-за обвинений в сексуальных домогательствах Blizzard убрала его имя из своих игр, даже переименовав одного из героев Overwatch из «Маккри» в «Кэссиди».

## Отзывы
| Сводный рейтинг | Сводный рейтинг |
| Агрегатор       | Оценка          |
| --------------- | --------------- |
| GameRankings    | 87,19 %         |